# 小行星3557
小行星3557（英語：3557 Sokolsky）是一颗围绕太阳公转的小行星。1977年8月19日，尼古拉·切爾尼赫在克里米亚发现了此天体。
这颗小行星的绝对星等为122.2889597817197等。